# Groupe scolaire officiel de Butare

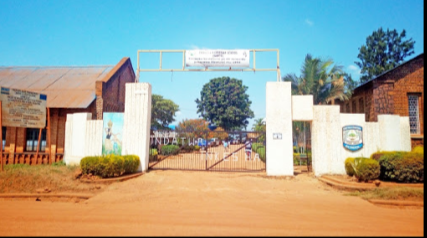
Porte d'entrée de l'école Indatwa n'inkesha.

Le Groupe scolaire officiel de Butare (GSOB) ou Indatwa n’inkesha (initialement Groupe Scolaire d'Astrida) est une école secondaire rwandaise crée à Butare en 1929 par les Frères de la Charité.

## Étudiants
- Kigeli V du Rwanda[1]
- Louis Rwagasore[1]